# Animorphs (Fernsehserie)
Animorphs ist eine kanadische Science-Fiction-Abenteuer-Serie nach der gleichnamigen Buchreihe von K. A. Applegate.

## Handlung
Jake, seine Cousine Rachel, Marco, Cassie und Tobias (Rotschwanzbussard) sind Jugendliche wie alle anderen.
Doch eines Tages begegnen sie einem im Sterben liegenden Außerirdischen, der sich Prinz Elfangor nennt. Er warnt die Jugendlichen vor der Invasion bösartiger und parasitärer Außerirdischen, den Yirks, die in der Lage sind, andere Lebewesen zu kontrollieren, indem sie in ihr Gehirn eindringen.
Um gegen diese Wesen gewappnet zu sein, verleiht er ihnen die Macht des Morphens: Die Fähigkeit, sich in jedes Tier zu verwandeln, das man berührt. Man darf jedoch nie länger als zwei Stunden in Tiergestalt sein, sonst kann man sich nicht wieder zurückverwandeln. Kurz darauf wird Elfangor von einem bösartigen Außerirdischen, Visser Drei (einem der Anführer der Yirks), ermordet.
Seitdem kämpfen die Animorphs gegen die Bedrohung durch die Yirks, doch sie können niemandem mehr trauen, denn jeder könnte ein Außerirdischer sein.
Die jugendlichen Helden morphen sich in verschiedene Tiere, um die Yirks solange in Schach zu halten, bis die guten Außerirdischen auf die Erde kommen. Sie bekommen auch noch einen weiteren Verbündeten: Elfangors kleinen Bruder Aximili-Esgarrouth-Isthill, kurz Ax genannt.

## Deutsche Ausstrahlung
Die Fernsehserie wurde bisher noch nie in Deutschland ausgestrahlt. Zwar wurden Videos einige Zeit bei Amazon.com verkauft, jedoch als englische Sprachversionen. Wann oder ob die Serie je ausgestrahlt wird, ist nicht bekannt.